# Teibana Mase
Teisalili Teibana Mase (ur. 19 czerwca 1980) – salomoński zapaśnik walczący w obu stylach. Siódmy na igrzyskach wspólnoty narodów w 2010 i dwunasty w 2002. Brązowy medalista igrzyskach Pacyfiku w 1999. Sześciokrotny medalista mistrzostw Oceanii w latach 1998 – 2009 roku.